# 续六经
《续六经》，是中国隋朝学者
王通模拟《六经》的体裁写成。亦称《王氏六经》，80卷。今已遗失。称其目的在于“服先人之义，稽仲尼之心。天下之事，帝王之道，昭昭乎。”
目次
1. 《续诗》
2. 《续书》
3. 《礼论》
4. 《乐经》
5. 《易赞》
6. 《元经》